# Спиваковский, Адольф
Адо́льф Спивако́вский (англ. Adolf Spivakovsky; 1891, Смела, Киевская губерния — 19 августа 1958, Мельбурн) — австралийский вокальный педагог российского происхождения, один из братьев Спиваковских.

## Биография
Сын синагогального кантора. С 17-летнего возраста учился, а затем и выступал в Европе как оперный певец (бас-баритон), однако уже в 1916 году был вынужден по состоянию здоровья отказаться от сценической карьеры и полностью сосредоточиться на преподавательской деятельности.  
До прихода к власти нацистов работал в Германии, а в 1934 году присоединился к младшим братьям, обосновавшимся в Австралии, и до самой смерти преподавал в Мельбурнской консерватории. Среди его учеников, в частности, известная певица Сильвия Фишер. 
Умер 19 августа 1958 года в Мельбурне. Некролог характеризовал Спиваковского как одного из ведущих вокальных педагогов Австралии.
В 1973 году вдова Спиваковского Паула учредила мемориальную премию Адольфа Спиваковского, присуждаемую молодым композиторам стран Содружества. С 2007 года премия присуждается Мельбурнским университетом.